# Кластеризация документов
Кластериза́ция докуме́нтов — одна из задач информационного поиска.
Целью кластеризации документов является автоматическое выявление групп семантически похожих документов среди заданного фиксированного множества документов. Группы формируются только на основе попарной схожести описаний документов, и никакие характеристики этих групп не задаются заранее, в отличие от классификации документов, где категории задаются заранее.